# Joan VII de Mecklenburg-Schwerin
Joan VII de Mecklenburg-Schwerin (en alemany Johann VII von Mecklenburg-Schwerin), va néixer el 7 de març de 1558 a Güstrow (Alemanya) i va morir el 22 de març de 1592 a Schwerin. Era una noble alemany, fill del duc Joan Albert I (1525-1576) i d'Anna Sofia de Prússia (1527-1591).
En morir el seu pare, el 1576, Joan tenia divuit anys, i el seu oncle Ulric III Néstor de Mecklenburg-Güstrow es va fer càrrec de la regència fins que el 12 de setembre de 1585 va ser declarat major d'edat.
Ràpidament, va haver de fer front als problemes derivats de la governança per a la qual no havia estat preparat. Va ser especialment dur l'enfrontament que va tenir amb el seu oncle Cristòfol de Mecklenburg-Schwerin en tant que administrador del bisbat de Ratzebourg. Fins al punt que després d'aquesta disputa Joan VII es va suïcidar.
Donat que les persones que s'havien suïcidat no podien ser enterrades en un lloc sagrat, hom inventà una història segons la qual hi havia hagut un pacte entre el diable i dues dones de Schwerin. D'aquesta manera, el diable fou declarat culpable de l'assassinat de Joan VII, i les dues dones condemnades, Caterina Ankelmuth va morir a la cambra de tortura i Magdalena Rukitz fou cremanda viva a la foguera. Joan VII va poder ser enterrat a la catedral de Schwerin.

## Matrimoni i fills
El 17 de febrer de 1588 es va casar amb Sofia de Schleswig-Holstein-Gottorp (1569-1634), filla del duc de Holstein-Gottorp Adolf I (1526-1586) i de la princesa Cristina de Hessen (1543-1604). El matrimoni va tenir tres fills:
- Joan Albert II (1590-1636), casat primer amb Margarida Elisabet de Mecklenburg (1584-1616), després amb Elisabet de Hessen-Kassel (1596-1625), i finalment amb Elionor Maria d'Anhalt-Bernburg (1600-1657).
- Adolf Frederic I (1588-1658), casat primer amb Anna d'Ostfriesland (1601-1634), i després amb Caterina de Brunsvic-Dannenberg (1616-1665).
- Anna Sofia (1591-1648).